# NGC 3305
NGC 3305 (również PGC 31421) – galaktyka eliptyczna (E), znajdująca się w gwiazdozbiorze Hydry. Odkrył ją John Herschel 24 marca 1835 roku.